# Balla Sándor (gyógyszerész)
Balla Sándor, 1905-ig Blau (Lugos, 1881. október 7. – Buenos Aires, 1954. február 9.) gyógyszerész, gyógyszergyáros, kormányfőtanácsos.

## Élete
Apja Blau Herman volt, a lugosi izraelita hitközség alelnöke, a krassói takarékpénztár egyik alapítója és igazgatósági tagja. Középiskoláit szülővárosában, majd egyetemi tanulmányait Kolozsváron végezte, ahol 1903-ban gyógyszerészi oklevelet szerzett, Ezután hosszabb időt töltött Nyugat-Európában. Hazatérését követően gyógyszertárat nyitott Hódmezővásárhelyen, majd a budapesti Erzsébet körút 56. szám alatti Hunnia patikát vezette. 1913-ban a svájci Albert Wanderrel közösen megalapította a kőbányai Dr. Wander Gyógyszer- és Tápszergyár Részvénytársaságot (Egis jogelődje), amelynek később alelnök-vezérigazgatója lett. Vezetése alatt a gyár – amely svájci tervek alapján épült és gépi berendezését magyar gyárak szállították – európai színvonalú vállalattá fejlődött. Az 1920-as években a magyar gyógyszeripar meghatározó szereplőjévé vált. Az 1926-ban Budapesten rendezett „Embervédelmi Kiállítás”-on a Wander önálló pavilonnal vett részt, s elsősorban a kor népszerű erősítő tápszerét, az Ovomaltine-t reklámozták. 1931-ben kiadta A magyar gyógyszerészkultúra emlékei című képes albumát négy nyelven. Megalapította a Magyar Gyógyszerésztudományi Társaság Lengyel Béla-jutalomérmét, amellyel a gyógyszerészek munkásságát ismerik el. 1928-ban közéleti érdemei elismeréséül kormányfőtanácsosi címmel tüntették ki. Öt évvel később a Magyar Vegyészeti Gyárosok Országos Egyesülete a végrehajtó bizottságának tagjává választotta. 1942-ben lemondott gyárának vezérigazgatói posztjáról. 1945 decemberében feleségével üzleti megbeszélésre Svájcba utazott, ahonnan nem tért haza. A gyárát fia, dr. Balla Imre irányította az államosításig, majd testvérével, Balla Györggyel együtt ő is elhagyta Magyarországot. 1948-ban Argentínában telepedtek le és folytatták gyógyszeripari tevékenységüket.
A hazai gyógyszergyártás fejlesztésében szerzett érdemeiért 2012-ben felvételt nyert a Magyar Gyógyszerészet Pantheonjába.

## Családja
Felesége Reiner Malvina volt, akit 1908. június 21-én Pécskán vett nőül.
Fiai
- Balla Imre (Hódmezővásárhely, 1910. május 24.–?). Felesége Deák Róza (1920–?)[6]
- Balla György

## Díjai, elismerései
- II. osztályú polgári hadi érdemkereszt (1918)
- II. osztályú német vöröskereszt díszjelvénye (1927)[7]